# Raluca Ioniță
Raluca Andreea Ioniță (* 9. Juni 1976 in Ploiești) ist eine ehemalige rumänische Kanutin.

## Karriere
Raluca Ioniță nahm zweimal an Olympischen Spielen teil. Ihr Olympiadebüt gab sie 1996 in Atlanta im Einer-Kajak sowie im Vierer-Kajak. In der Einzelkonkurrenz wurde sie in den Vorläufen und auch in den Halbfinalläufen jeweils nur Sechste, sodass sie vorzeitig ausschied. Auch mit dem Vierer-Kajak verpasste sie als Halbfinaldritte den Einzug in den Endlauf.
Vier Jahre darauf startete sie in Sydney mit Mariana Limbău im Zweier-Kajak. Als Zweite ihres Vorlaufs gelang ihnen die direkte Finalqualifikation, im Endlauf blieb ihnen einen Medaillengewinn als Viertplatzierte jedoch knapp verwehrt. Nach 1:59,264 Minuten überquerten sie eine halbe Sekunde nach den drittplatzierten Polinnen Aneta Pastuszka und Beata Sokołowska die Ziellinie. Ioniță gehörte außerdem ein weiteres Mal zum rumänischen Aufgebot im Vierer-Kajak, das außerdem aus Mariana Limbău, Elena Radu und Sanda Toma bestand. Auf der 500-Meter-Strecke belegten sie sowohl im Vorlauf als auch im Finale den dritten Platz, womit ihnen der Gewinn der Bronzemedaille gelang. In 1:37,010 Minuten kamen sie 2,5 Sekunden hinter den siegreichen Ungarinnen und eine Sekunde hinter der deutschen Mannschaft ins Ziel, während die viertplatzierten Polinnen lediglich 0,06 Sekunden Rückstand auf die Rumäninnen hatten.
Ihre einzigen weiteren internationalen Medaillen gewann Ioniță bei den Europameisterschaften 1997 in Plowdiw. Mit dem Vierer-Kajak wurde sie über 200 Meter und auch über 500 Meter jeweils Europameisterin, während sie sich im Zweier-Kajak über 200 Meter die Bronzemedaille sicherte.
Für ihre olympische Bronzemedaille erhielt sie 2000 das Ritterkreuz des Ordens Für Verdienst.